# Тога (Кастельйон)
Тога (ісп. Toga) — муніципалітет в Іспанії, у складі автономної спільноти Валенсія, у провінції Кастельйон. Населення — 113 осіб (2010).

## Географія
Муніципалітет розташований на відстані близько 290 км на схід від Мадрида, 28 км на захід від міста Кастельйон-де-ла-Плана.

## Демографія
Динаміка населення (INE ):

## Галерея зображень

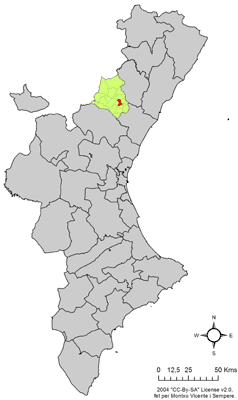
Розташування муніципалітету Тога у автономній спільноті Валенсія
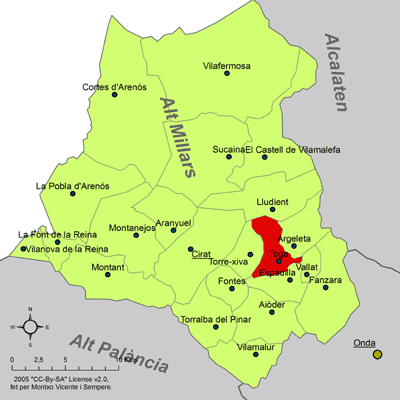
Розташування муніципалітету Тога у комарці Альто-Міхарес